# Lijst van rivieren in Bhutan

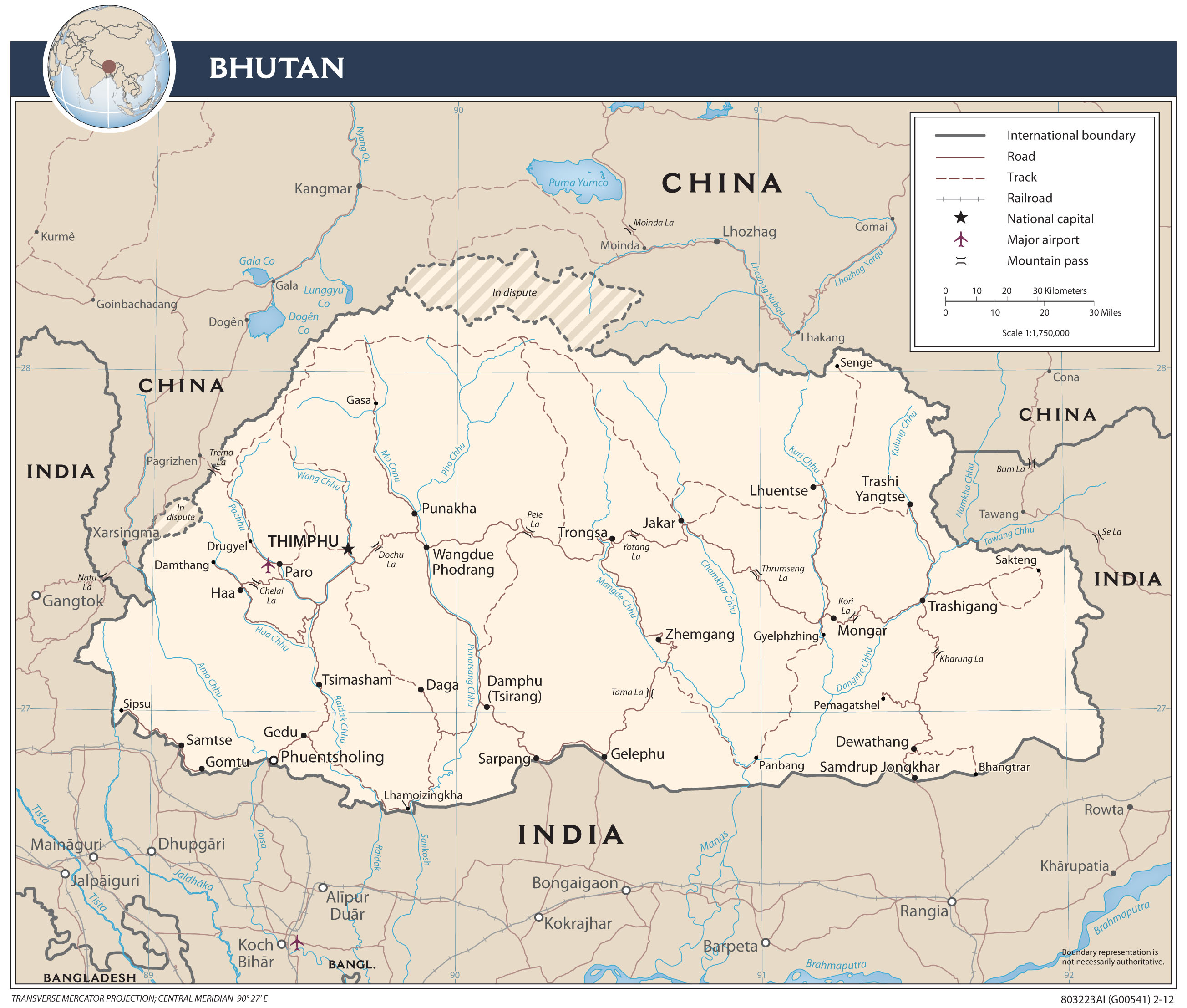
Kaart van Bhutan.

Dit is een lijst van rivieren in Bhutan. De rivieren in Bhutan horen bij het stroomgebied van de Brahmaputra die in zuidwestelijk richting door India en Bangladesh stroomt en in de Golf van Bengalen uitmondt. De rivieren in deze lijst zijn geordend naar stroomgebied en de opeenvolgende zijrivieren zijn ingesprongen weergegeven onder de naam van elke hoofdrivier.

## West-Bhutan
- Jaldhaka of Di Chu[1]
- Amo Chhu of Torsa[2]
- Wong Chhu of Raidak[2]
  - Ha Chhu[2]
  - Paro Chhu[2]
  - Thimphu Chhu[1]
- Mo Chhu of Sankosh[2]
  - Pho Chhu[2]
  - Tang Chuu[2]

## Oost-Bhutan
- Manas[2]
  - Mangde Chhu of Tongsa[2][3]
  - Bumthang of Murchangphy Chhu[2]
  - Drangme Chhu[4] (soms beschouwd als onderdeel van de Manas)
    - Kuru Chhu of Lhobrak[2]
    - Kulong Chhu[2]
    - Womina Chhu[5]
    - Tawang Chhu or Gamri[1]
- Pagladiya[6]
  - Puthimari Nadi[6]
  - Dhansiri Nadi[1]